# Olduvayense
La olduvayense, o industria de modo 1, es una de las formas de denominar a las primeras industrias humanas de la prehistoria africana. Reciben tal apelativo a causa de uno de los yacimientos más importantes donde se han hallado tales industrias: la garganta de Olduvai, en Tanzania. El término olduvayense puede considerarse equivalente a lo que fuera de África se ha llamado pre-achelense, Paleolítico inferior arcaico o cultura de los cantos tallados, si bien en el continente africano los restos arqueológicos son sensiblemente más antiguos.

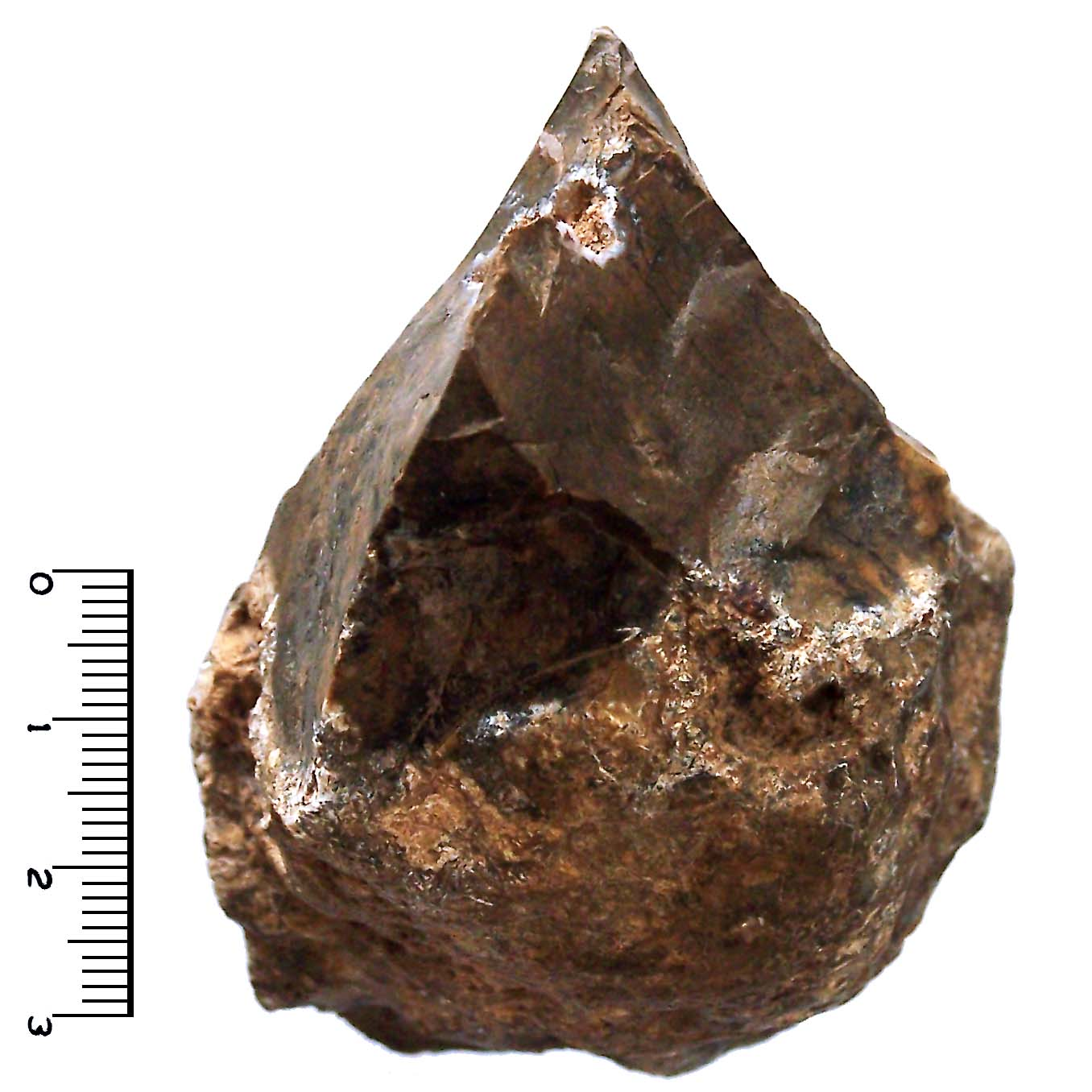
Canto tallado de tradición olduvayense

Acerca de los primeros utensilios fabricados por homínidos, existen ciertos interrogantes que aún no se han aclarado totalmente. Primero está la cuestión de cuál fue la primera especie en elaborar herramientas y si tal rasgo es suficiente como para considerar a dicha especie dentro del género Homo. En segundo lugar, no se puede afirmar, al menos para los vestigios más antiguos, que se trate de útiles fabricados por alguien con conciencia de lo que hacía.
Las primeras referencias a industrias humanas extremadamente antiguas en África se deben a E. J. Wayland, quien estudió en la antigua Rhodesia del Norte (ahora Zambia) cierto yacimiento a orillas del río Kafue, por lo que bautizó la facies cultural como kafuense, que luego volvió a encontrar en Uganda; ambas eran zonas pertenecientes al Imperio británico. La kafuense está siendo cuestionada como cultura independiente.
El descubrimiento científico, en cambio, se debe a la labor de Louis Leakey en los años 30 y 40. Leakey trabajó en la Garganta de Olduvai, contrastando sólidamente sus resultados que sirvieron de efecto multiplicador para dar a conocer otras industrias similares, sobre todo en el este, el sur y el norte de África.
Al día de hoy, la mayor parte de los hallazgos consignados son recolecciones de superficie, raramente asociables a una estratigrafía fiable que permita una datación precisa y el establecimiento de una secuencia evolutiva (por ejemplo, el curso alto del río Semliki, en el Congo, Fejej, en Etiopía o Wadi Saura en Túnez). En tales casos, los pocos yacimientos excavados y bien datados sirven como referencia para jalonar aquellos otros por medio de analogías, casi siempre tipológicas, con todo el riesgo que ello conlleva.[cita requerida]
Considerando la desaparición de utillaje en materiales perecederos como la madera o el hueso, la panoplia olduvayense más pura se limita al canto tallado (entendido como útil, como núcleo o como ambas cosas) y la lasca (retocada o no), aunque, a medida que este evoluciona, se le añaden nuevos tipos líticos, más especializados y sofisticados.[cita requerida]

## Yacimientos olduvayenses africanos
Los yacimientos con las más antiguas industrias humanas se encuentran, precisamente, en el mismo espacio donde parece que tuvo lugar la hominización. Esto se debe, sin duda, a que en estas zonas las condiciones de conservación de los fósiles son excepcionales, a lo que se une una mayor facilidad para la prospección arqueológica. Es plausible pensar que otros lugares de África, hoy cubiertos por selvas, con unas condiciones poco adecuadas para la fosilización o más inaccesibles a las investigaciones también pudieron ser escenario del desarrollo de este gran complejo cultural.

### África oriental
Se trata de una zona perteneciente al gran Valle del Rift africano, con una orografía accidentada y una historia geológica muy rica en la que el vulcanismo juega un papel primordial. Los fenómenos de sedimentación debidos a la acción fluvial o lacustre han generado numerosos estratos que han fosilizado restos de fauna y huellas de actividades de los homínidos humanos y prehumanos. Estos sedimentos de arenisca suelen estar intercalados con coladas volcánicas o capas de ceniza que permiten correlacionar y establecer fechas por diversos métodos. Las continuas fracturas y basculamientos de los bloques tectónicos, unidos a la erosión por parte de los actuales cursos de agua, han puesto al descubierto los yacimientos fosilíferos con muchos metros de potencia y millones de años de antigüedad. A menudo, una simple tormenta puede sacar a la luz una gran cantidad de fósiles, cosa que puede ocurrir en cortos lapsos de tiempo. Aunque, en principio, fueron estadounidenses, franceses e ingleses los que acaparaban las investigaciones, actualmente trabajan en la zona equipos arqueológicos internacionales, entre los que se integran especialistas africanos de los países de origen.

#### Etiopía

##### Afar
La depresión de Afar es una de las muchas fosas tectónicas que forman el Gran valle del Rift africano; por ella fluye el río Awash, que ha erosionado sedimentos que dejó un antiguo lago fluctuante durante el Plioceno y el Pleistoceno. La erosión ha hecho aflorar numerosos fósiles en estratos que rozan los 300 metros de potencia y que han podido ser datados entre los 4 y los 2,5 millones de años de antigüedad. Se trata de capas lacustres, palustres y fluviales intercaladas con niveles de ceniza volcánica, que son los que permiten la aplicación de sistemas de datación absoluta, por el método del Potasio/Argón.
La zona se hizo famosa a raíz del descubrimiento en 1974, por parte de Donald Johanson (1943-), de un esqueleto casi completo de Australopithecus afarensis, conocido mundialmente como Lucy. Pero desde el punto de vista de la industria destacamos algunos yacimientos primordiales:
- En el arroyo de Kada Gona han aparecido una veintena de objetos indudablemente tallados y en arroyo de Kada Hadar, casi una decena. Los datos son escasos, pero las dataciones los sitúan entre 2,4 y 2,6 millones de años de antigüedad mínima y 2,9 millones de antigüedad máxima. Tecnológicamente ambos lugares son muy similares, poseen cantos tallados, poliedros parciales, núcleos muy toscos y escasas lascas.[5]

- En el tramo alto de este río, al sur de Addis Abeba, destaca el conjunto arqueológico de Melka Kunturé, cuya industria lítica ha podido ser datada con fiabilidad gracias a que también han aparecido en estratos subyacentes a sedimentos volcánicos. Melka Kunturé difiere de los restos del Awash medio por la abundancia de productos de lascado. Por otro lado, junto a las piezas líticas apareció el húmero de un homínido que podría pertenecer a alguna especie similar a Homo erectus.[6] Entre los yacimientos más reseñables del complejo destaca el de Gomboré I se ha excavado un nivel con más de dos millones de años, con utensilios líticos consistentes en percutores (o, mejor dicho, guijarros con huellas de percusión), cantos tallados, poliedros, raederas y numerosos desechos de talla. En ellos se observa rasgos estrechamente relacionados con el posible nacimiento del Achelense. Gomboré I también tiene restos de Homo habilis y existe una estructura artificial, lo que parece ser un abrigo de guijarros para protegerse del viento. Asimismo el yacimiento de Garba IV, que tiene un nivel antiguo con restos de australopitecinos y otro nivel superior que ya podría situarse en un Olduvayense evolucionado, ya que entre sus piezas, además de cantos tallados ya hay bifaces y hendidores, aunque son muy escasos.

##### Río Omo

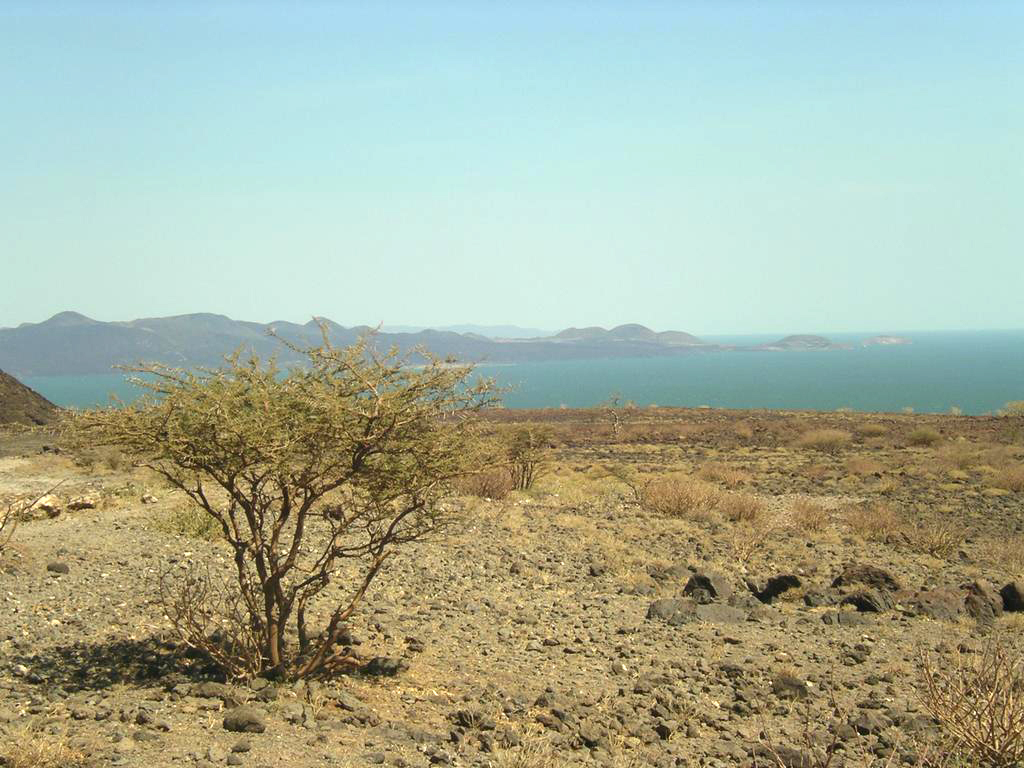
Paisaje a orillas del lago Turkana.

La formación Shungura, situada al norte del lago Turkana, es una estructura geológica de más de 800 metros de espesor y 200 km², cuyos estratos, entre los que se han separado doce unidades, son muy regulares y en ellos se ha aplicado la técnica de datación por Paleomagnetismo, proporcionando una edad entre 2,5 y 1,8 millones de años. Las piezas de datación más antigua, relacionadas con la Formación Shungura, han sido puestas al descubierto por la erosión del río Omo: se han localizado varios lugares con piezas talladas desde 2 millones hasta más de 2,5 millones de años, asociadas a restos de australopitecinos y lo que en principio se calificó como Homo habilis, actualmente denominado Homo rudolfensis. No sólo se encuentran los omnipresentes cantos tallados (un canto tallado del sitio de Omo 71 se data en más de 2,3 m.a.) en los que, según los estudios de los Chavaillon, se preludian las principales formas del Paleolítico Inferior más avanzado. Hay, junto a ellos, numerosas lascas, algunas de ellas con huellas de uso o retocadas en forma de raederas y toscos perforadores. Algunos de estos objetos conservan huellas de uso. Ocasionalmente, se han encontrado pequeñas esquirlas de cuarzo y jaspe, también con retoques (el sitio de Omo 123 ha deparado millares de objetos tallados in situ con unos 2 m.a.).

#### Kenia

##### Koobi Fora
Descubierto por Richard Leakey, en la orilla este del lago Turkana, y excavado en colaboración con Glynn Isaac, es uno de los más importantes yacimientos a orillas del lago Turkana, se relaciona estrechamente con la industria de los lechos I y II de Olduvai, a los que se les ha asignado una edad entre 1,5 y 2,5 millones de años, si bien, el nivel más fructífero corresponde, grosso modo, a los 2 millones de años. Esta industria, además, se asocia a restos de fauna (sobre todo hipopótamo, pero también elefante y jabalí) con marcas de haber sido intencionalmente troceados, lo cual no implica necesariamente que hayan sido piezas de caza. Muchas de las lascas recogidas aparecen con retoques marginales, por lo que no se descarta que sean objetos casuales o accidentales.

##### Karari
Karari también se ubica a orillas del lago Turkana y su industria es más abundante que la de Koobi-Fora. Esta vez tallada en rocas volcánicas, más abundantes y menos tenaces, o sea más fáciles de tallar, que la cuarcita. Las piezas son muy sencillas, de pequeño tamaño y, algunas, con claras huellas de uso. Pocas de ellas encajan en la tipología clásica. Junto a ellas, hay restos de huesos fracturados intencionalmente por percusión —quizá para extraer la médula— o con huellas de cortes de descarnación, éstos han sido datados entre 1,6 y 1,2 millones de años.

##### Kanjera
Ubicado en una península del lago Victoria y excavado por Thomas Plummer y un equipo multidisciplinario en fechas recientes, de modo que los resultados de la investigación son, por el momento, provisionales. Sin embargo, ya se sabe que estamos ante un yacimiento de dimensiones reducidas, pero con una enorme densidad de hallazgos datables en torno a los dos millones de años. Con cerca de 4500 objetos líticos y más de 3000 especies faunísticas identificadas, es el yacimiento olduvayense más rico de África, junto con Olduvai y Sterkfontein (aunque sus características son muy diferentes).

#### Tanzania

##### Garganta de Olduvai
Es el sitio epónimo de la cultura Olduvayense debido a que fue el primer en ser conocido en profundidad gracias a los trabajos de la dinastía Leakey, con visitas y descubrimientos esporádicos desde los años 30, y con trabajos intensivos desde comienzos de los años 60, bajo el mecenazgo de la National Geographic Society. Más que un yacimiento, se trata de un enorme complejo arqueológico con muchos yacimientos situados en el cañón horadado por el río Olduvai, atacando una serie de niveles plio-pleistocenos interestratificados con coladas volcánicas en la amplia llanura del Serengueti, muy cerca del lago Eyasi.

La garganta de Olduvai 2011.

Se han identificado cinco grandes estratos que ha dado extraordinarios resultados tanto en lo que se refiere a los hallazgos de industria lítica, como de restos de fauna, destacando entre todos, los restos de homínidos de diversas especies. Al Olduvayense corresponde los dos primeros niveles, el resto ya serían achelenses o posteriores.
- En el lecho I, donde se han localizados diversas especies de Australopitecinos y fauna propia de un ambiente húmedo con 1,8 millones de años de edad. En la industria abundan los cantos tallados (más de la mitad de las piezas talladas), seguidos de poliedros y piezas discordes (juntas alcanzan una décima parte), así mismo hay poliedro evolucionados, de los que pueden denominarse esferoides (6 %). Es significativa, no por su número (menos del 2 %), la presencia de los primeros bifaces.

- El lecho II se inicia con un breve cambio de polaridad magnética a la que el yacimiento también ha dado nombre (episodio Olduvai-Gisla, dentro de la fase general de polaridad negativa denominada Matuyama). Este nivel correspondería a una fase evolucionada del Olduvayense (entre 1,6 millones y 700 000 años de antigüedad) en el que se aprecia un descenso en la proporción de cantos tallados (bajan a una tercera parte) frente al utillaje sobre lasca y los primeros bifaces. Asimismo hay algunos objetos, posiblemente herramientas, fabricados sobre hueso, entre ellos un supuesto pulidor y un hueso pulimentado por el uso. A techo de este lecho II, existe una fase que, para algunos autores, es una variedad arcaica de Achelense.

El Olduvayense ha podido ser asociado a Homo habilis al menos en once yacimientos.

##### Peninj
Este complejo de once yacimientos, muy próximos entre sí, fue descubierto por Richard Leakey al hallar una mandíbula Archivado el 9 de febrero de 2007 en Wayback Machine. de Paranthropus robustus en 1964. Está siendo excavado, desde fechas recientes, por un grupo internacional dirigido por especialistas españoles formados en el seno del equipo de Atapuerca. El lugar se encuentra en el lago Natrón, al norte de Tanzania, junto a la frontera de Kenia, a unos pocos kilómetros de Olduvai. Los hallazgos incluyen restos de fauna, utillaje propio del Olduvayense evolucionado y una mandíbula de homínido. El conjunto se data, no sin que hayan existido controversias, a partir de la microfauna y de la aplicación del método del Potasio/Argón a una capa volcánica infrayacente, conocida como Toba 1 de Arcillas Arenosas Superiores, perteneciente a la formación geológica Humbu, cuya cronología se estima entre los 1,6-1,4 m.a., aunque no hay seguridad absoluta al respecto. La industria de Peninj es muy avanzada, demostrando la existencia de habilidades tecnológicas más complejas de lo que hasta ahora se venía apreciando en otros lugares análogos (en especial, Koobi Fora). La tendencia a la estandarización tipológica de los útiles y la capacidad para extraer lascas con formas y tamaños concretos son algunas de sus características más notables. Hasta se propone que los homínidos de este yacimiento hayan sido capaces de obtener lascas predeterminadas, proporcionando un antecedente ancestral al método Levallois, que hasta ahora se venía considerando propio de un Achelense pleno, es decir, de épocas muy posteriores.

### África austral
En los primeros momentos de la investigación prehistórica del África Austral, el descubridor del conocido niño de Taung, Raymond Dart, había propuesto la existencia de una industria sobre hueso tan rica como primitiva y que recibió el nombre de cultura Osteodontoquerática (de osteos = hueso, dontos = diente y keratos = cuerno), formada por piezas oportunistas someramente adaptadas para el uso humano. Poco después, se demostró que esta cultura no existía y que lo que Dart había identificado como marcas de actividad humana no eran sino restos dejados por carroñeros al consumir los cadáveres de algunos animales o desgastes debidos a deformaciones naturales (alteraciones tafonómicas).
Descartada, pues, la mal llamada industria Osteodontoquerática, no faltan hallazgos de trascendencia equivalente a los del este de África, medidos cronológicamente también gracias a restos volcánicos o a la geomorfología kárstica y de las sedimentación fluvial del río Vaal. Allí sobresalen los sitios de Sterkfontein, Swartkrans, Kromdraai y, más al norte, en otro complejo, Makapansgat. Por su parte, en Taung ya no existe el yacimiento, debido a la excesiva explotación industrial como cantera.

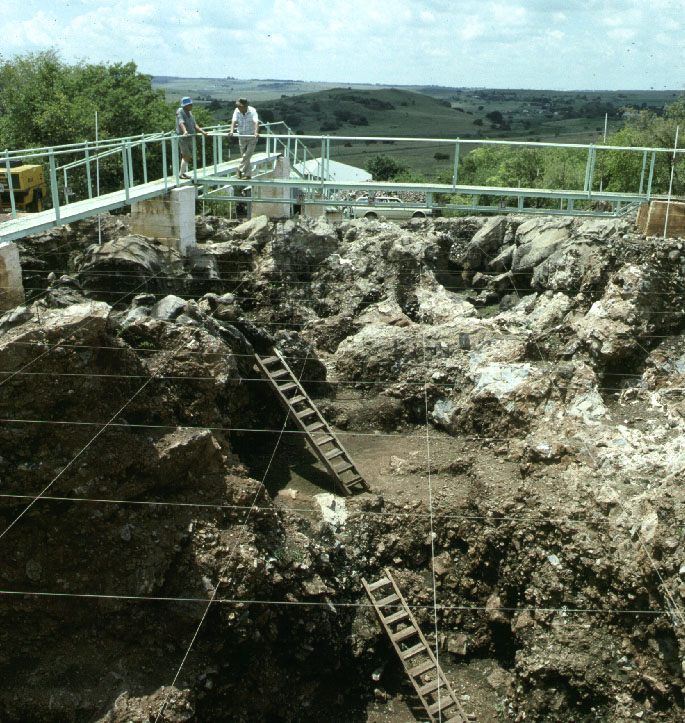
Excavaciones en la cueva de Sterkfontein.

Sterkfontein, Swartkrans y Kromdraai distan tan sólo unos centenares de metros entre sí, formando un insólito conjunto paleontológico y arqueológico en la comarca de Krugersdorp (a medio camino entre Johannesburgo y Pretoria, Sudáfrica), que ha sido catalogado como patrimonio de la humanidad bajo el apelativo genérico de la «Cuna de la Humanidad» (Cradle of Humankind en inglés). Este complejo alberga tanto restos de australopitecinos como diversos especímenes del género Homo, así como industria lítica olduvayense.
- Sterkfontein, aparte de ser el yacimiento más fructífero en fósiles de homínidos prehumanos del mundo, posee estratos datados entre 2 y 1,5 m.a. donde hay objetos líticos tallados asociados a fósiles de Homo habilis y de australopitecinos.
- Swartkrans está a poco más de un kilómetro del anterior, en esta cueva, también muy rica en fósiles, los restos de industria lítica sólo aparecen asociados a parántropos y a lo que parecen ser restos de Homo erectus, lo que ha propugnado la controversia sobre cuáles eran los cazadores o los cazados.[12] Swartkrans también es un lugar notorio por contener la evidencia más antigua de uso del fuego por parte de homínidos. En efecto, hay restos de huesos carbonizados intencionalmente, datados, por resonancia paramagnética electrónica, en 1,5 millones de años; lo que se ignora es si el empleo del fuego era casual, o ya se dominaba su técnica y tampoco se puede atribuir su uso a ninguna especie en concreto. De todos modos, «La capa superior de la caverna de Swartkrans es, pues, una mezcla engañosa de material antiguo y nuevo».[13]
- Kromdraai, llamada la Cueva maravilla por su inmenso tamaño, con lo que a su valor arqueológico se añade el paisajístico. A pesar de los fósiles de australopitecinos, es el yacimiento con menos industria olduvayense, aunque la ocupación se extendió hasta periodos mucho más recientes.

Algo más apartada de esta densa región fosilífera se halla Makapansgat, una cavidad cárstica rellenada posiblemente por la erosión o por la acción de grandes carroñeros, entre ellos hienas. Por esa razón, tal vez, los restos aparecidos son únicamente de homínidos fósiles, sin que haya utillaje asociado a ellos. Algo similar ocurrió en lugares emblemáticos como Taung, Gladysvale, etc.

### Norte de África

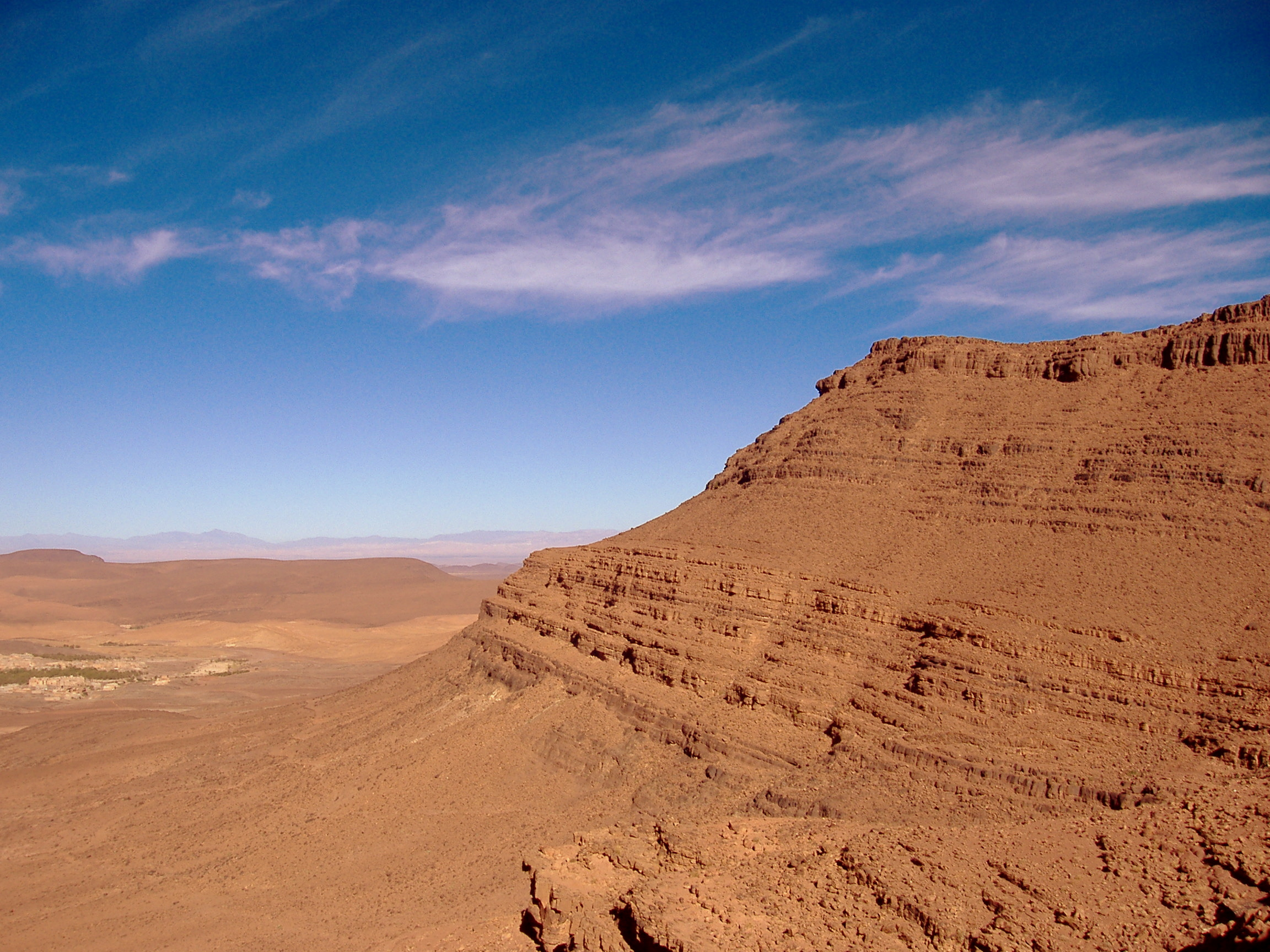
Estratos Pliocenos de Marruecos.

Antes de la desecación del desierto del Sáhara, el norte de África pudo conocer todas las fases de la Edad de Piedra, desde el Olduvayense hasta el Neolítico.

#### Marruecos
En la zona del Magreb, desde Tánger a Casablanca, se ha podido establecer una secuencia relativamente completa del Paleolítico Inferior, incluyendo varias fases Achelenses y Olduvayenses. El profesor Pierre Biberson dividió esta secuencia en estadios, de los que cuatro son anteriores al Achelense propiamente dicho: los estadios I y II son típicamente Olduvayenses, los estadios III y IV son más evolucionados y podrían indicar una transición paulatina al Achelense. En esa época el Magreb tuvo un clima menos riguroso que el actual.

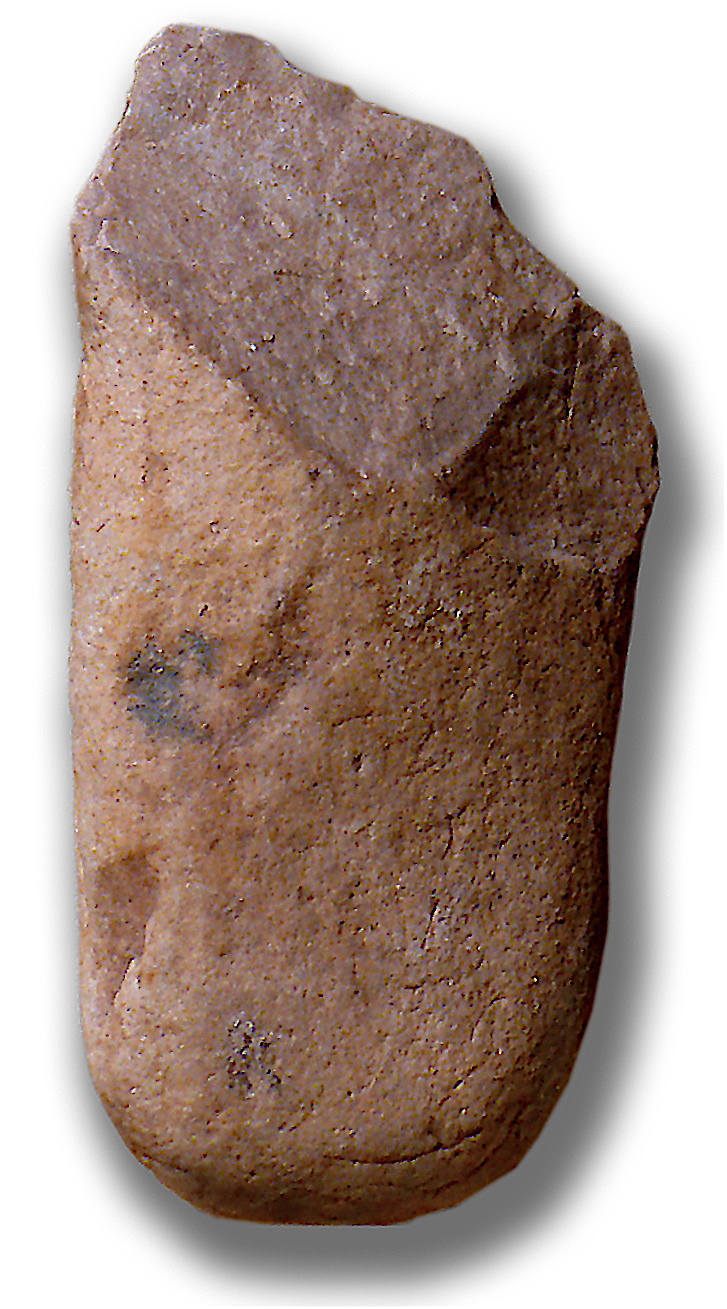
Canto tallado del Sáhara atlántico.

- Estadio I: con una cronología estimada entre los 2,5 y los 2 millones de años, destacan los yacimientos de Douar Doum y Tardiguet-er-Rahla. Tecnológicamente son correlacionables con las industrias de la formación Shungura: predominan los cantos tallados muy someros, generalmente monofaciales.
- Estadio II: aparece en playas fósiles de entre 2 y 1,8 m a. De los alrededores de Casablanca (la Cantera Déprez). No es muy diferente técnicamente del estadio anterior, salvo por una mayor bifacialización de la talla. También aparecen algunos poliedros parciales. Esta industria suele acompañarse de una malacofauna propia de un estadio paleoclimático interpluvial (Messaudiense).

Estos dos estadios preachelenses con industrias de carácter arcaico, son bastante similares, la evolución es apenas perceptible. El predominio de la talla monofacial, más que un rasgo primitivo, parece relacionado con la materia prima: guijarros planos de talla somera.
- Estadio III: se desarrolla entre 1,8 y un millón de años, en yacimientos como Souk-el-Arba. Técnicamente es un Olduvayense evolucionado que se relaciona con fases intermedias de la formación Shungura y con el lecho II de Olduvai, así como con las industrias del yacimiento de Aïn Hanech. Aunque perduran numerosos rasgos de estadios anteriores, las piezas están mejor elaboradas, predomina la talla bifacial, las extracciones son más numerosas, obteniendo filos más largos. Las herramientas se diversifican, de hecho en la zona de Salé, Biberson discriminó una denominada mini-industria y otra maxi-industria, sin especificar si son independientes, contemporáneas o sucesivas. Pero están en clara relación con la distinción que hacía Mary Leakey de las piezas del propio yacimiento de Olduvai: Heavy-duty tools y Light-duty tools.
- Estadio IV: este ya sería considerado una fase de transición al Achelense, ocurrida en torno al millón de años (por tanto, ya existe algo de retraso respecto a África oriental). Destaca el yacimiento de Sidi Abderrahman (nivel G) con una clara orientación hacia el Achelense, con presencia de los primeros bifaces (se trata de piezas toscas, gruesas, de talla parcial y escasa simetría); si bien siguen siendo una mínima parte frente a los cantos tallados, los poliedros e, incluso, los picos triédricos.

#### Argelia
- Aïn Hanech (Sétif, Argelia oriental): la industria lítica de este yacimiento argelino se dataría entre 1,8 y un millón de años (como se ha indicado más arriba, se correlacionaría con el Estadio III de Biberson para Marruecos y con el lecho II de Olduvai):

En la excavación aparecieron restos de fauna muy arcaica, con al menos dos tipos de elefantes (Elephas africanus y Libytherium maurusium), un caballo tridáctilo (Stylohipparion), un tigre de dientes de sable, etc.; al parecer, especies residuales del Plioceno. Los objetos líticos se caracterizan por una inusual abundancia de poliedros tan elaborados que sería más propio denominarlos esferoides facetados; también hay protobifaces de aspecto tosco que recuerdan mucho a sus correlativos de Olduvai.
El Sáhara central tiene abundantes yacimientos, lo que supone que debió tener un clima más hospitalario que el actual. Sin embargo, estos lugares carecen de las referencias estratigráficas, tectónicas y, especialmente, de las capas volcánicas, que permiten dataciones fiables en África oriental. Esto dificulta su ubicación cronocultural. Los investigadores intentan basarse en las terrazas aluviales de los numerosos wadis y en comparaciones tipológicas con yacimientos mejor datados. Así, Alimen y Chavaillon consideran que los útiles e pueden correlacionar con los estadios I y II del Magreb, propuestos por Biberson. El complejo más conocido es el de la región de Reggan (entre Argelia y Libia), donde hay numerosos cantos tallados, pero carecen de referencias estratigráficas fiables (a pesar de tratarse de industrias muy relevantes que han suscitado el interés de diversos especialistas). Otro tanto ocurre con Gouir y Saoura, así como con varios lugares de los alrededores del lago Chad (Djourab) y a orillas del río Nilo (Bah el Ghazal, Sudán)

## La tradición olduvayense fuera de África
Dada la enorme duración temporal del Olduvayense, así como su enorme extensión geográfica, más que de una «Cultura Olduvayense» los especialistas prefieren pensar que es un complejo de diversas culturas que comparten una misma tradición cultural. En efecto, lo que se entendería, en sentido amplio por Olduvayense podría haber durado más de 1,5 millones de años. Tampoco hay forma de comprobar quién talló las primeras industrias, sólo se sabe que aparecen asociadas a fósiles de varios homínidos distintos, algunos no necesariamente humanos.
Aceptando que la misma tecnología pudo ser usada por especies diferentes, cabría la posibilidad de aplicar el calificativo «olduvayense», a industrias líticas, algo posteriores, que han aparecido en Asia y Europa y que, a menudo (no siempre), preceden al Achelense:

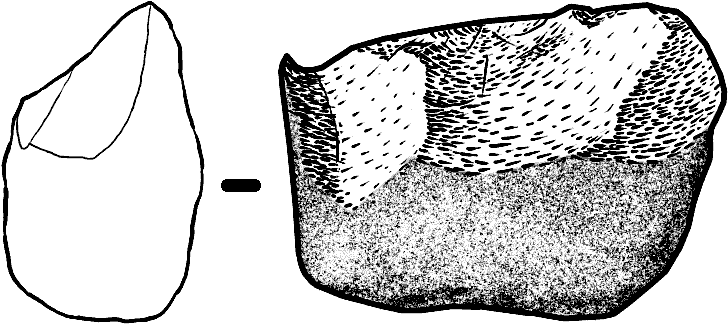
Canto tallado de Dmanisi (Georgia).

- Los lugares ubicados en Asia con culturas de tradición olduvayense se extienden por todo el continente, incluso hasta el Extremo Oriente, con una antigüedad considerable. Quizá las industrias de Java, a pesar de su lejanía del punto originario, sean las más antiguas. Señalando especialmente los yacimientos del río Solo destacan el clásico yacimiento de Trinil, descubierto por Eugène Dubois, y los de Sangiran y Modjokerto, datados en 1,8 m.a. Para el yacimiento chino de la cueva de Longgupo se proponen dataciones incluso anteriores (1,9 m.a.).[18] En el Medio y Próximo Oriente tenemos Riwat (Pakistán) y Kashafrud (Irán) que, tal vez, podrían alcanzar los dos millones de años (aunque esto es muy discutible) y sobre todo Dmanisi (Georgia), donde la industria de este tipo, asociada a varios cráneos, se ha datado entre 1 850 000 y 1 600 000 años de antigüedad;[19] y, algo más recientes en Ubeidiya (Israel), con cerca de millón y medio.[20]

- En Europa existen defensores de una cronología larga basada en yacimientos muy escasos, pero repartidos por todo el subcontinente, datables en, por lo menos dos millones de años de antigüedad. Por ejemplo, en la depresión de Guadix-Baza en España ("Barranco León" y "Fuente Nueva 3"Cortijo de Doña Milagros), en Francia Chilhac III es uno de los lugares con datación más antigua, aunque no del todo fiable; también algunos puntos de Bohemia, en la República Checa y la región de Dacia en Rumanía. Pero las pruebas son bastante endebles, por lo que muchos especialistas abogan por una cronología más segura, que ronda, como mucho, el millón de años. En este punto los descubrimientos se multiplican, se asocian a estratigrafía, fauna e incluso restos humanos, como ocurre en Ceprano (Italia) y en la Gran Dolina y Sima del Elefante de la Sierra de Atapuerca (España); Vallonnet en Francia; los niveles inferiores de Karlich, en Alemania; Przeletice y Strànska Skàla en la República Checa; Sandalja en Croacia; Korolevo en Ucrania...; entre otros.[21]

Respecto a la cultura Olduvayense (Modo 1) del norte de la península Ibérica (Meseta Norte), se han encontrado artefactos de piedra de 1.3 Ma a 800.000 años BP en los yacimientos de la Sima del Elefante (niveles TE9, TE8 y TE7) (Sierra de Atapuerca, Burgos), en Gran Dolina (nivel TD6) (Sierra de Atapuerca, Burgos) y en otros yacimientos prospectados al aire libre de los bordes de los páramos terciarios y en las plataformas más elevadas de las terrazas cuaternarias del entorno de la Sierra de Atapuerca y la cuenca del Arlanzón. Los registros arqueopaleontológicos del Paleolítico Inferior de la Sierra de Atapuerca (Burgos, España) han proporcionado herramientas de piedra olduvayenses (Modo 1) asociadas espacialmente con los restos óseos del Homo antecessor del yacimiento de Gran Dolina (nivel TD6), y con los restos óseos del posible Homo antecessor u Homo erectus de la Sima del Elefante (niveles TE9 y TE7). No obstante, los sitios al aire libre de la cultura Olduvayense (Modo 1) son muy escasos en comparación con los sitios al aire libre del Achelense (Modo 2) y Musteriense (Modo 3). En consecuencia, según el autor citado, «los datos arqueológicos territoriales y análisis espaciales de las prospecciones sistemáticas intensivas del entorno de la Sierra de Atapuerca sugieren una gran movilidad residencial y una menor organización social en el Olduvayense del Pleistoceno Inferior que en el Achelense del Pleistoceno Medio del norte de la península Ibérica (Meseta Norte)».

## Las primeras culturas prehistóricas de África
Las investigaciones paleoambientales han determinado que, entre los 3 y los 2 millones de años de antigüedad hubo un importante cambio climático global que evidentemente afectó al continente africano. Las consecuencias ambientales de este cambio fueron un descenso de las temperaturas y de las precipitaciones, propiciando el retroceso de la masa boscosa selvática y un aumento de los ambientes abiertos de pradera o sabana. Estas alteraciones podrían asociarse al nacimiento de la primera cultura, el Olduvayense, ya que los homínidos tuvieron que adaptarse al nuevo entorno en el que iban a sobrevivir. Entre otras cosas, los homínidos prehumanos tuvieron que diversificar sus fuentes de alimento y cambiar sus estrategias de protección frente a los depredadores, pues en campo abierto hay menos fruta y menos refugios.

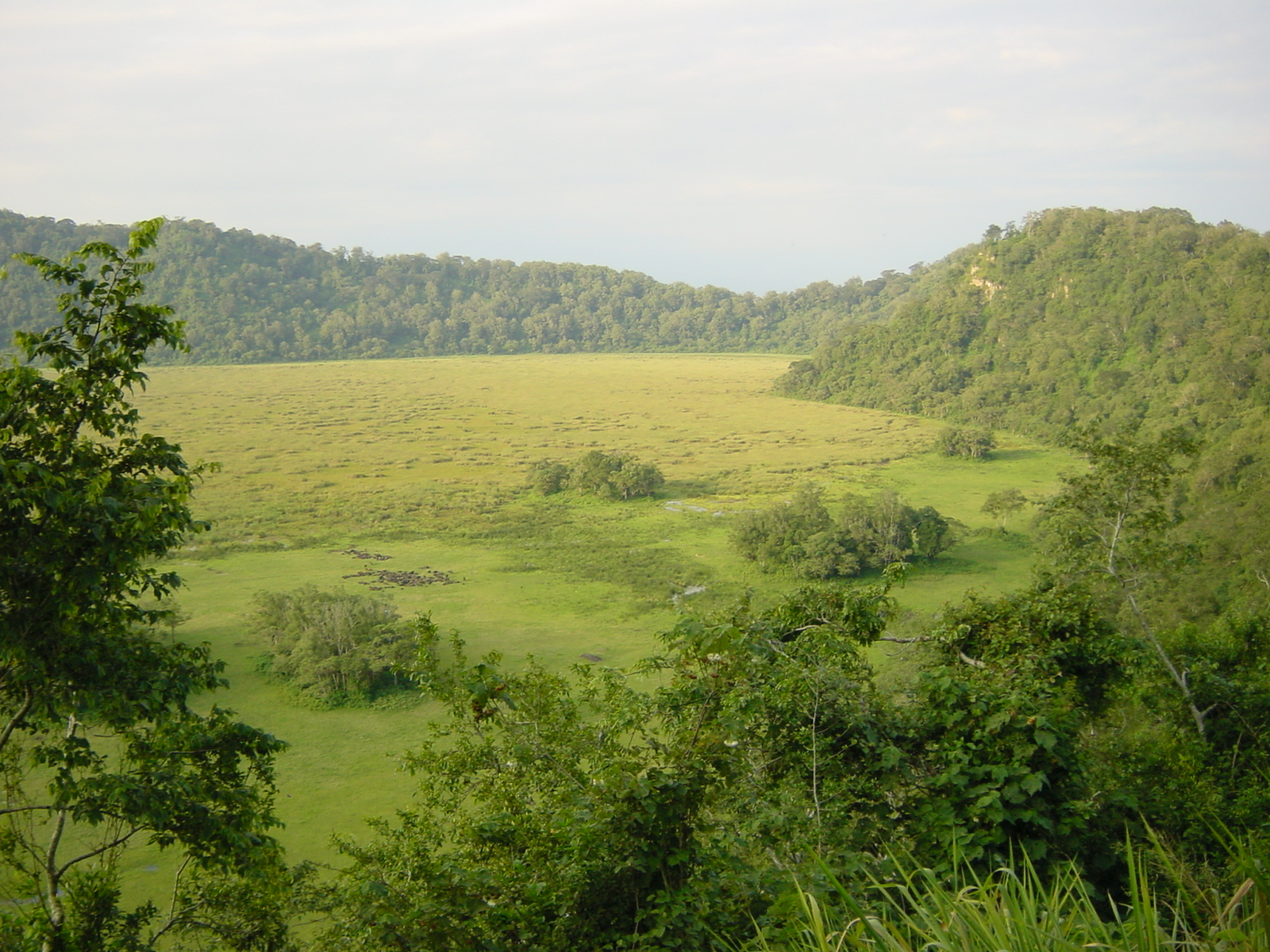
Paisaje mixto de bosque y pradera en África.

El cambio climático y el nacimiento del Olduvayense coinciden, además, con un tercer factor, el declive de los australopictecinos gráciles, que habían aparecido en el este de África hace entre 6 y 4 millones de años; eran bípedos y se desenvolvían en ambientes mixtos de bosque y sabana, pero parece que dependían más de los árboles para su supervivencia (eran pequeños para poder trepar y su dentición no era lo suficientemente robusta como para adaptarse a los alimentos de la pradera). Las últimas especies de esta familia, son A. garhi y A. africanus, que desaparecieron en torno a los 2,4 m.a., fecha muy similar a la de la aparición de los primeros humanos auténticos (como se explica más abajo), y ligeramente posterior a la entrada en escena de los australopitecinos robustos o parántropos.
Al parecer, tanto Homo como Paranthropus dependían menos de los bosques y estaban mejor preparados para su supervivencia en espacios abiertos, aunque por razones distintas. Los parántropos eran más corpulentos, más fuertes, con lo que podían defenderse mejor de los ataques; además, su mandíbula era más poderosa, y el esmalte de su dentición más grueso, por lo que podían subsistir con los alimentos más correosos de la pradera (semillas, raíces, cortezas, insectos, pequeños animales y carroña). Los humanos gracias a que disponían de herramientas, así como de una ventaja social y material que suplía sus carencias somáticas, esto es, la cultura olduvayense (Plummer, op. cit. pág 122).

### El artesano olduvayense
Desde los primeros años de la investigación, hasta nuestros días, pende la cuestión que no ha sido resuelta, sobre quién fabricó las herramientas olduvayenses. Parece probable, al menos en gran parte, atribuir la fabricación de estas herramientas a los primeros especímenes del género Homo, es decir, Homo habilis (entendido en sentido amplio, incluyendo también Homo rudolfensis, con quien parece estar estrechamente emparentado) y las formas ancestrales de Homo erectus (también en sentido amplio, lo que implica incorporar a Homo ergaster).

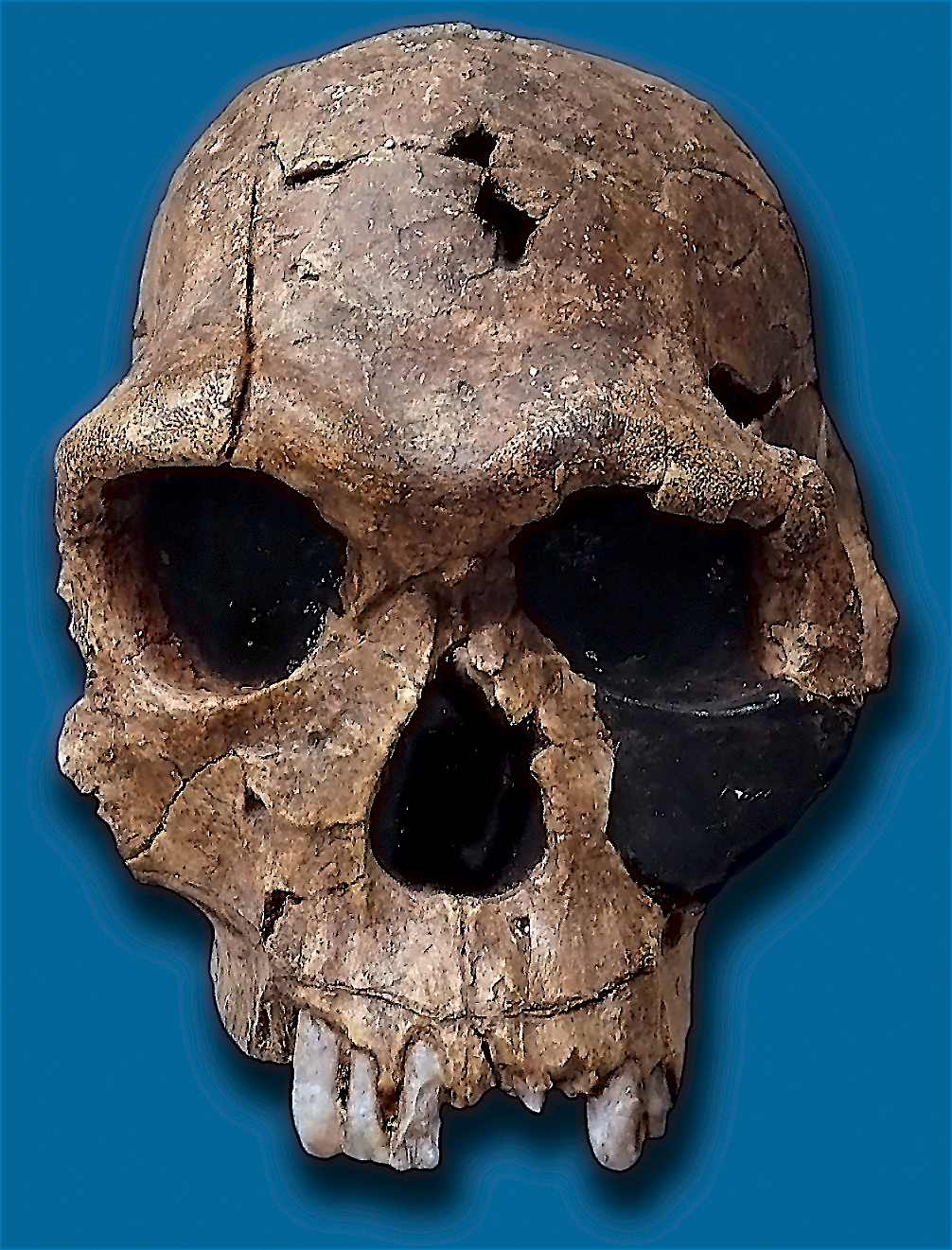
Homo habilis.

Sin embargo, las industrias más antiguas han sido datadas en el arroyo de Kada Gona, Etiopía, en 2,63 millones de años como mínimo, mientras que los restos más antiguos de Homo, precisamente en esa misma zona (un maxilar del Hadar), se fechan en 2,33 millones de años (existen restos dudosos de Homo en el lago Baringo, con 2,4 millones de años). En cualquier caso, se aprecia una clara falta de sincronización entre evidencias arqueológicas y paleontológicas. La aparición de restos de Australopithecus garhi cerca de objetos tallados en la depresión de Afar en Etiopía, con 2,5 millones de años, ha instigado la sospecha de que esta especie pudo fabricar herramientas. Igualmente parece existir cierta correlación entre los australopitecinos robustos, esto es, Paranthropus, y el olduvayense sudafricano; siendo el caso más notable el de la cueva de Swartkrans en Sudáfrica. Pero, como ya se ha indicado más arriba, los estudios tafonómicos parecen apuntar a que los huesos son restos dejados por depredadores y carroñeros que consumieron homínidos, o sus cadáveres (especialmente la hiena). Además, el tamaño del cerebro y la dentición de los parántropos no parecen corresponderse con un ser que fuese capaz de crear herramientas complejas (Charles Kimberlin Brain, 1989, op. cit.).
Ante evidencias tan endebles, muchos investigadores prefieren inclinarse hacia la exclusividad de Homo como artesano ("Homo faber"), pues, parece poco probable que los australopitecinos elaborasen herramientas olduvayenses. De todos modos, a día de hoy, es imposible llenar el espacio entre los primeros utensilios y la aparición de Homo (entre 2,63 y 2,33 millones de años).

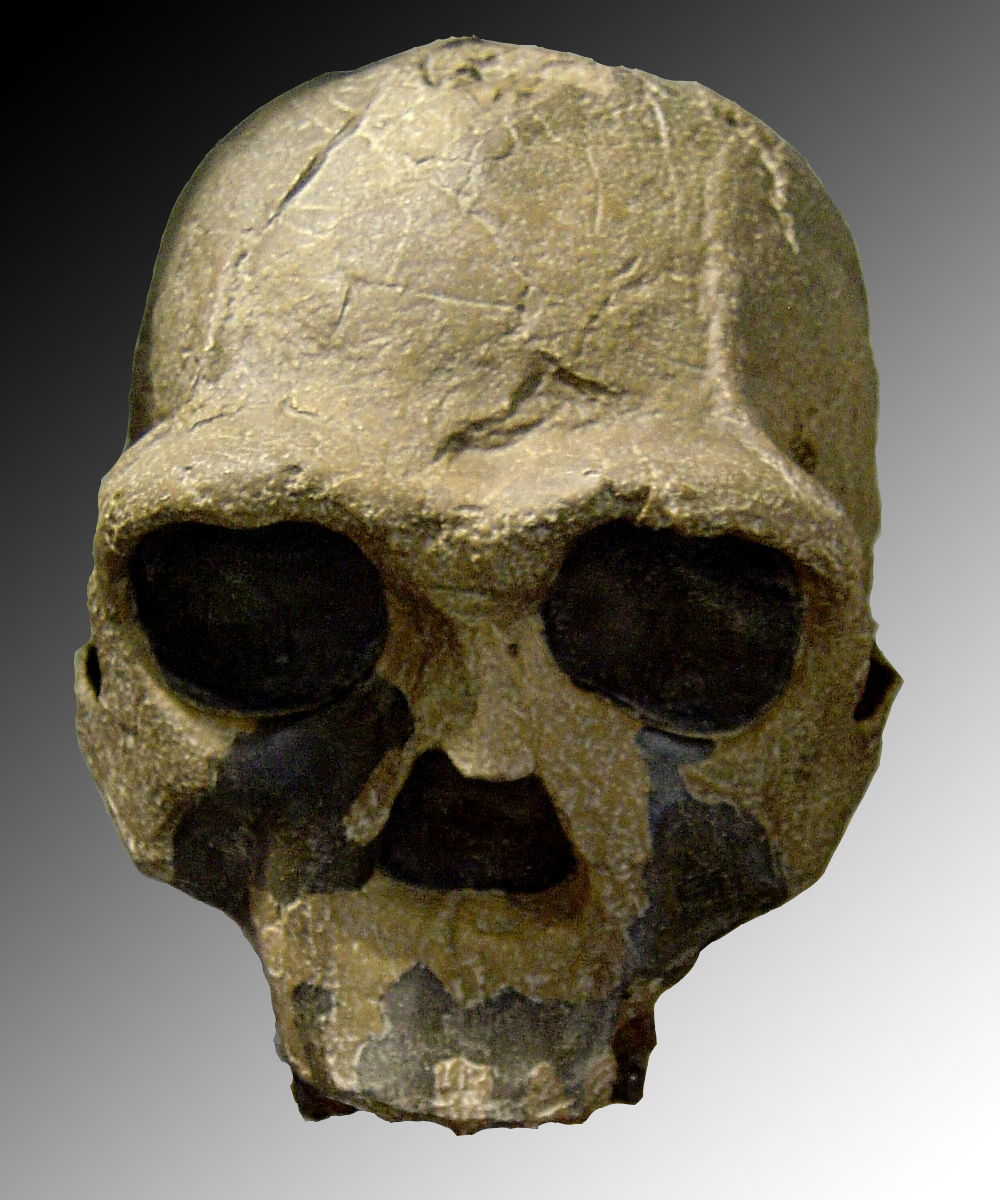
Homo ergaster.

En otro orden de cosas, dado que es habitual diferenciar, al menos, dos fases olduvayenses, una inicial y otra avanzada, también suele hacer distinción entre los humanos relacionados con cada etapa. Concretamente, el Olduvayense evolucionado se atribuye normalmente a formas ancestrales de Homo erectus: posiblemente el resto más antiguo de este taxón sea un fragmento de occipital designado como KNM-ER 2598 de Turkana oriental (Kenia), datado entre 1,88 y 1,9 millones de años; esta circunstancia provocaría el paso hacia una tecnología más diversificada y hacia la expansión fuera de África. Para algunos autores, la colonización de Eurasia se produjo antes de la aparición del Achelense (Plummer, 2004, op. cit., pág 126), mientras que otros sostienen una idea totalmente diferente: la aparición, hace aproximadamente millón y medio de años, de una nueva tecnología lítica desencadenaría un solapamiento de dos tradiciones culturales: una más antigua y sencilla, el Olduvayense, y otra revolucionaria —para la época— el Achelense. Es casi seguro que existió una competencia ecológica en la que el Achelense tenía ventaja, sin embargo, hay constancia de que el Olduvayense sobrevivió aún unos cientos de miles de años más. Así, no son pocos los autores que sospechan que la presión achelense obligó a los humanos de tradición olduvayense a marcharse de África y comenzar su diáspora por la región holártica. Aunque todavía hay serias dudas sobre cuántas oleadas migratorias hubo y cuáles fueron las rutas seguidas.
| Predecesor: Desconocido | Olduvayense 2 630 000—1 000 a. C. | Sucesor: Achelense |

### La tecnología olduvayense
Antes de analizar la tecnología conocida durante este complejo cultural, hay que precisar que, al menos se diferencian dos importantes fases que pueden llegar a ser muy diferentes, dependiendo del conjunto arqueológico analizado.

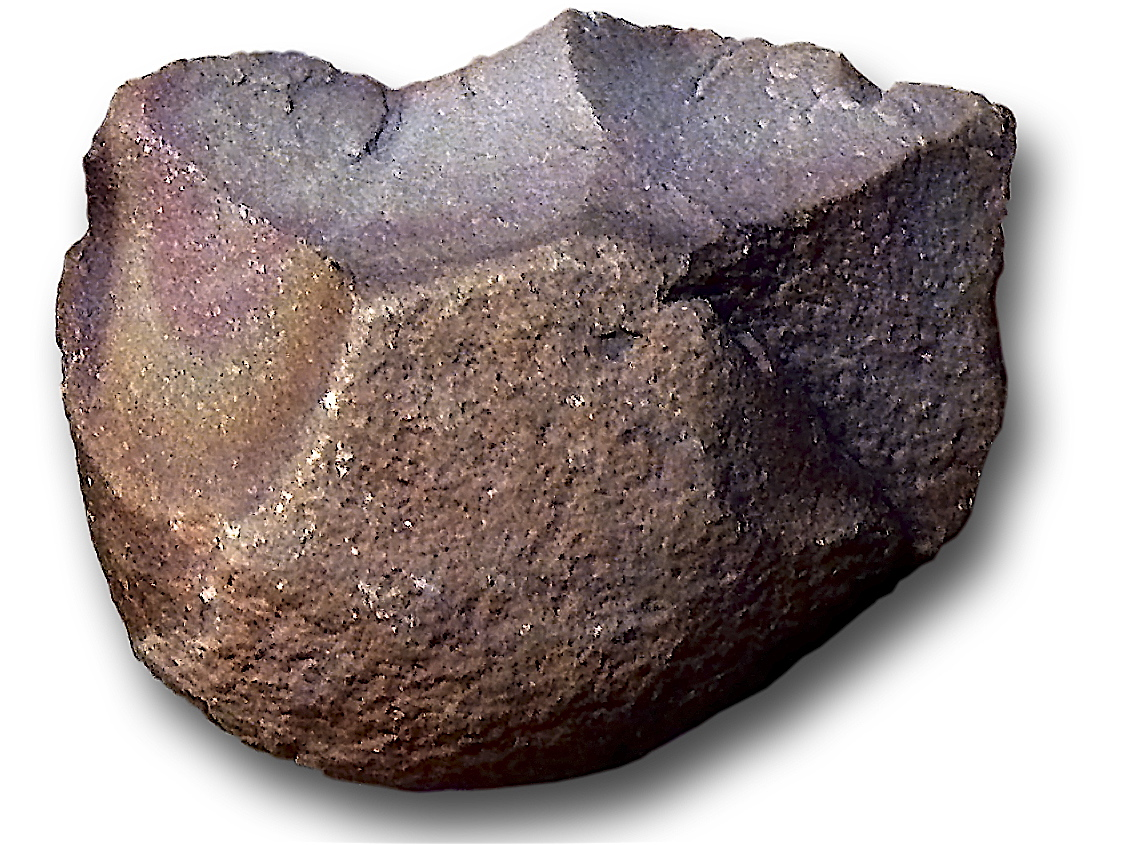
Canto tallado: objeto de talla somera del Olduvayense inicial.

- El llamado Olduvayense inicial, que para ciertos autores es el «Olduvayense puro» por antonomasia, se da antes de 1,5 m.a. y se asocia a Homo habilis (o a especies más primitivas). En esta fase están yacimientos como Kada Gona y Kada Hadar y en general los lugares localizados en el curso medio del río Awash (Gomboré I) todos ellos en Etiopía; en Kenia, destacan la Formación Shungura en el río Omo y Koobi Fora; y en Tanzania, el lecho I de la Garganta de Olduvai y Kanjera. Ya, fuera de estos países, sobresale el complejo sudafricano de Sterkfontein y alrededores, así como el curso alto del río Semiliki, en la República Democrática del Congo. Posiblemente también sea conveniente incluir los yacimientos, peor datados del norte de África, sobre todo Reggan, en Argelia, y algunos emplazamientos del litoral marroquí.
Aunque también hay objetos de hueso, son las herramientas líticas las que sirven para definir los caracteres esenciales del Olduvayense. Los objetos tallados en piedra aparecen sobre materias primas y soportes muy diversos (cuarzo, cuarcita, riolita, andesita, basalto y otras rocas volcánicas, chert, sílex, etc.), y el percutor atestiguado es el duro, tanto pasivo (yunque o percutor durmiente), como activo, así como la combinación de ambos. La talla puede ser, del mismo modo, monofacial o bifacial (siendo ésta, especialmente usual en los cantos tallados y los núcleos). Las piezas más características son, al principio, simples bloques y esquirlas tallados anárquicamente; después, aparecen los percutores, los cantos tallados, los núcleos y las lascas. Recientes estudios en yacimientos muy antiguos de la orilla oeste del lago Turkana (Lokalalei, con más de 2,3 m.a.) sugieren que los homínidos conocían perfectamente el proceso de fractura de las rocas y que eran capaces de actuar con cierta previsión, obteniendo productos preconcebidos y formalmente estandarizados.[30]
En general, se distingue someramente entre tres tipos de objetos: los útiles típicos, los objetos líticos con huellas de uso y los desechos de lascado.

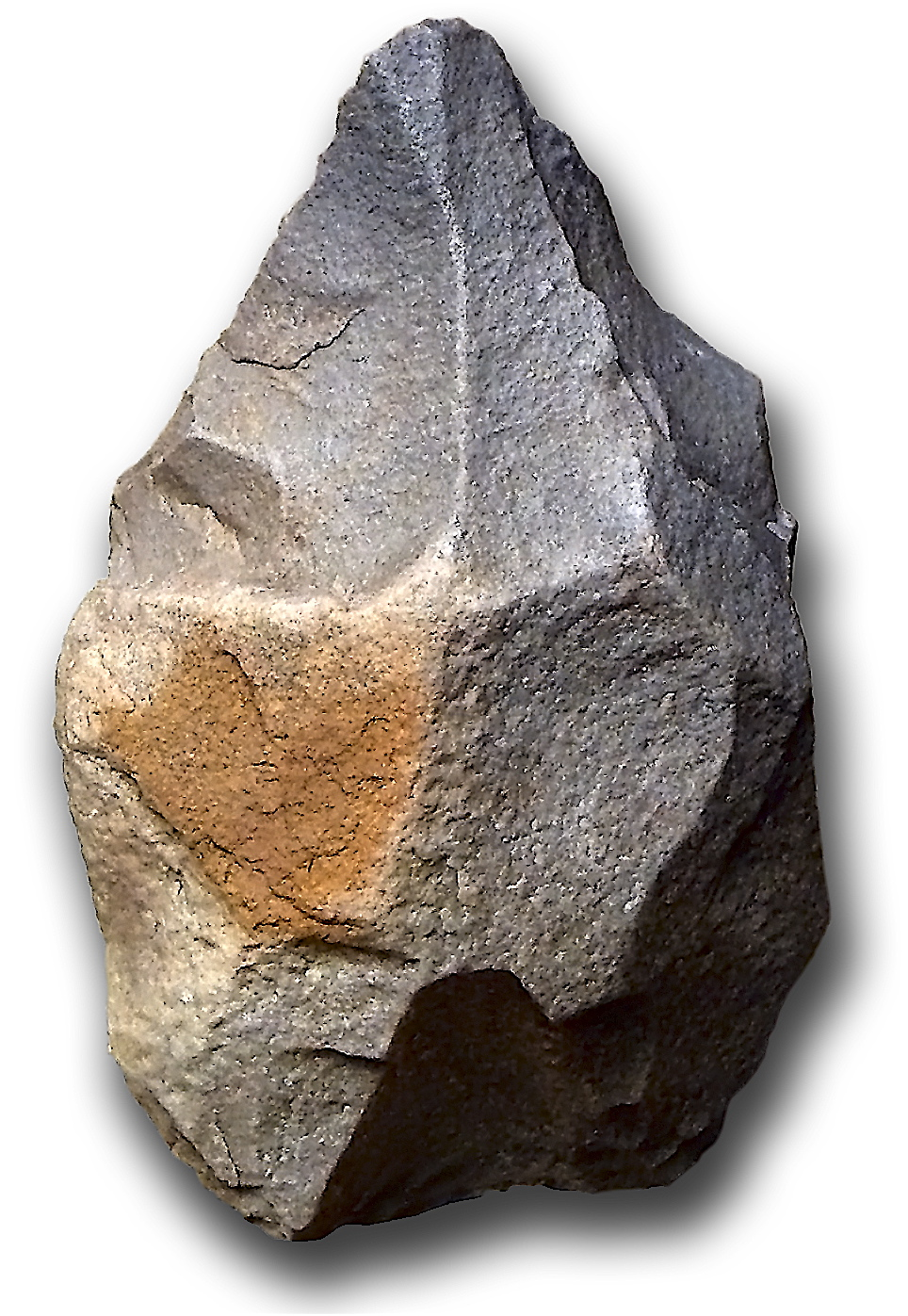
Protobifaz propio del Olduvayense evolucionado.

- El Olduvayense evolucionado es a menudo puesto en duda, debido a que podría tratarse de una fase de cambio, de transición hacia el Achelense o, también, un Olduvayense aculturado, influido por la mencionada cultura, de la que habría adoptado algunos rasgos. En esta etapa podríamos citar, tal vez, Melka Kunturé (Etiopía) que quizá marcaría una fase transicional, y con más seguridad Karari, en Kenia; el lecho II de la Garganta de Olduvai y Peninj en Kenia (el cual podría señalar una fase terminal, muy avanzada); Swartkrans en Sudáfrica; Aïn Hanech en Argelia y Sidi Abderrahman en Marruecos. En estos yacimientos, los conjuntos líticos no sólo incluyen numerosos objetos con talla polifacial que, si no son núcleos, pasas a denominarse poliedros o esferoides facetados. Aparecen los primeros bifaces, aunque quizá, sería más apropiado hablar de protobifaces, los picos triédricos y ciertos utensilios especializados en lasca. Por ejemplo, cuchillos, raederas, denticulados, toscos perforadores, yunques, etc. Como hemos visto en el caso de Peninj, las técnicas de extracción también se perfeccionan, apareciendo la talla discoide y, probablemente la predeterminación, al menos parcial de las lascas.

A diferencia de la etapa anterior, Mary Leakey llegó a discriminar hasta once tipos líticos, aparte de las lascas y otros desechos de lascado (núcleos). Esta investigadora sostenía que los cantos tallados —y los demás útiles nucleares, lo que ella denominaba «Heavy-duty tools»— eran la herramienta fundamental de la panoplia olduvayense.[31] Otros investigadores han rebatido esta idea, centrándose en las lascas y sus derivados («Light-duty tools»), entendiendo que los cantos tallados eran, sobre todo núcleos y, por tanto, desechos de talla.[32]

Hay pocos estudios que asocien el utillaje olduvayense a funciones concretas, salvo la aparición de algunos huesos con marcas de descarnado. Tan solo en Karari y Koobi Fora se dispone de algún análisis trazalógico con piezas del Olduvayense evolucionado (cc. 1,5 m.a.). En ellas se ha podido constatar que tales instrumentos se emplearon para cortar carne, segar plantas (gramíneas) y trabajar la madera. Este último dato indica, por otra parte, que el Olduvayense debía incluir entre sus herramientas alguna pieza de madera.

### El modo de vida olduvayense
Al estudiar los yacimientos se ha comentado, grosso modo, el ambiente en el que se encontraban, así, los sitios más importantes del norte de África, por ejemplo, Sidi Abderrahman, Douar-Doum, etc., están en antiguas playas marinas, hoy convertidas en terrazas debidas a los cambios geológicos y climáticos del Plio-Pleistoceno. Otros, como Aïn Hanech o Reggan, se ubican en terrazas fluviales, es decir, antiguas llanuras aluviales cortadas por el cauce actual de algún río o arroyo estacional.
En el África oriental, los yacimientos del Rift suelen asociarse a ambientes fluvio-lacustres, en playas de ríos o lagos fluctuantes, en zonas de abundancia de agua, pero de escasa profundidad donde, por lo visto, se desarrollaban bosques-galería y abundante vegetación ripícola y junto a ambientes abiertos de sabana. Esto se sabe por el tipo de sedimento que engloba los yacimientos, así como por los restos de fauna (hay peces, hipopótamos, cocodrilos, pero también équidos, elefantes, suidos...) y por los restos de polen que ayudan a reconocer la vegetación circundante. A modo de excepción. el sitio de Kanjera parece estar enclavado en plena pradera, o así parecen indicarlo los restos sedimentarios, de fauna y de polen.
Los yacimientos del sur del continente se asocian a cavidades cársticas en un ambiente mixto de bosques y pradera (lo que en afrikáans se denomina veld). Los sedimentos, en este caso no son fluvio-lacustres, pero los presuntos asentamientos están significativamente cerca de las fuentes de agua (Plummer, 2004, op. cit. Tabla I).

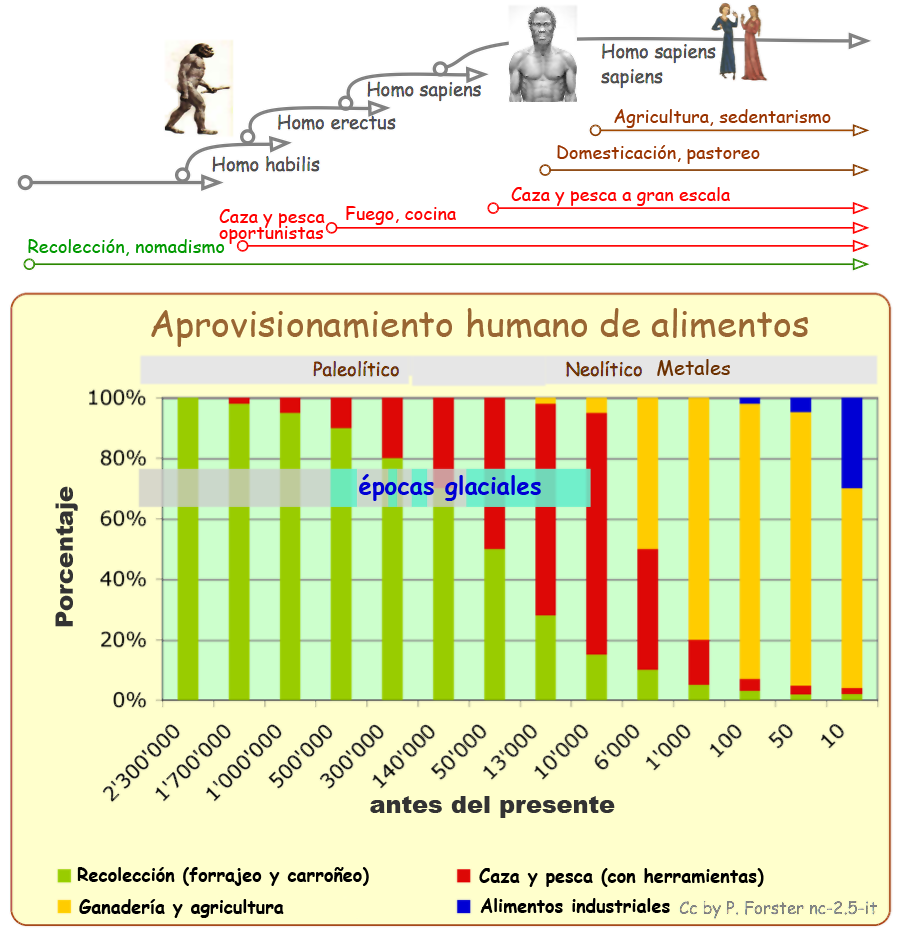
Historia de la dieta humana
(en verde la importancia del forrajeo-carroñeo).

Hasta hace unas décadas se daba especial importancia al papel de la caza en la subsistencia de los primeros humanos, se planteaba una hipótesis en la que los homínidos eran cazadores no especializados que llevaban sus presas a un campamento base donde compartían la comida. La revisión de estas ideas ha sido muy severa, sobre todo desde el coloquio internacional de 1968, «Man the hunter».
Posiblemente los fabricantes de herramientas olduvayenses fuesen forrajeadores y carroñeros. El consumo de carne ha sido constatado en los estudios del desgaste de la dentición de algunos ejemplares de australopitecos de Makapansgat desde hace, al menos, 3 millones de años por los profesores Matt Sponheimer y Julia Lee-Thorp. Al principio el acceso a cadáveres abandonados por depredadores, o muertos por enfermedad, sería ocasional. Seguramente, con el tiempo, el acceso a la carne a través del carroñeo se hizo más constante y organizado. A pesar de ello, la caza no sería una opción de supervivencia; sólo la recolección aseguraba la subsistencia diaria. Se propone que Homo habilis sería fundamentalmente vegetariano, forrajeador, y marginalmente, un carroñero ocasional que se servía de sus herramientas para poder cortar trozos de tamaño manejable con la mayor rapidez posible y así ponerse a salvo enseguida para evitar el enfrentamiento directo con carniceros más poderosos. Hay bastantes vestigios de que estos homínidos fueron presa de grandes carnívoros, como cualquier otro animal (Richard Leakey, 1981, op. cit., páginas 76-77). Homo erectus (sensu lato) ya sería, aparte de forrajero, un carroñero más sistemático y organizado capaz, al menos, de disputar hasta cierto punto la carne a otros animales.
Según algunos estudios, el cambio de una dieta vegetariana a otra más omnívora —en la que se incluía la carne con cierta frecuencia— provoca una reducción del tamaño de aparato digestivo, que es la parte del cuerpo que más energía consume. Al parecer, la energía que se ahorraría con este nuevo régimen alimenticio sería aprovechada por el cerebro, que es el órgano que más calorías gasta (nótese que en un caso hablamos de un sistema biológico y en el otro solamente de un órgano), esto propició su rápido crecimiento. La dieta omnívora y, sobre todo, el consumo de carne, también obliga a una mayor organización social: hay que cooperar y planificar más que en el simple forrajeo. Es decir, la interacción intragrupal de los humanos se hizo más compleja y esa necesidad de interactuar más intensamente necesitaba un sistema de comunicación más sofisticado (¿lenguaje?).

Se desconoce el grado de estabilidad de los grupos, su tamaño y su territorialidad; pero se sabe por los datos arqueológicos, que visitaban el mismo sitio varias veces. En algunos lugares excepcionalmente conservados se aprecia lo que parecen campamentos, quizá para abastecerse de alimento, quizá para protegerse de los depredadores o de la intemperie: la concentración de restos de fauna y utillaje lítico de Kanjera, o la de varios puntos de la Toba KBS, de Koobi Fora es tan importante que sólo podría explicarse por la reiterada presencia de homínidos en lo que sería un asentamiento provisional (a reseñar el llamado «Hippopotamus artifact site», o, en sus siglas: HAS, de cerca de 2,5 m.a.).

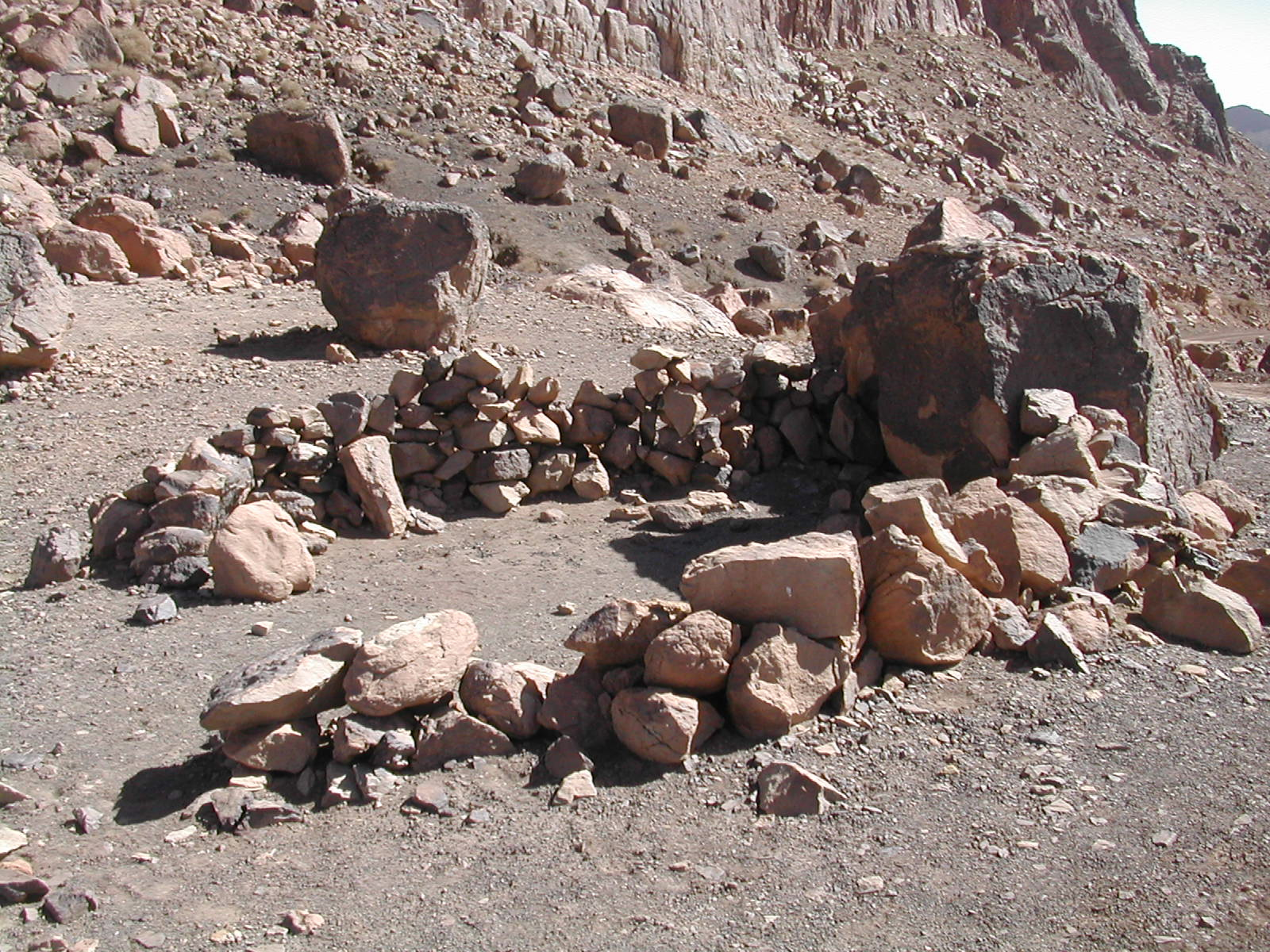
Paravientos de guijarros, África.

De diferente estilo serían las estructuras constructivas localizadas tanto en Olduvai como en Gomboré I. En este último, se ha exhumado lo que parece ser un pequeño amontonamiento intencional de guijarros (manuports), que debió servir de estructura para sostener algún tipo de paravientos o quizá una barrera de espinos contra depredadores. En Olduvai, el llamado nivel DK 1, situado en una zona inferior del Lecho I, apareció un círculo de piedras, a modo de pavimento, rodeado de un murete de guijarros; sería lo más cercano al antecedente de las futuras cabañas; DK 2 y 3 acumulan más de un millar de objetos tallados, mientras que varios puntos de los niveles FLK (parte superior del lecho I y muro del lecho II) superan igualmente el millar de piezas líticas.
No usaban ropa de abrigo y, aunque lo conocían, es improbable que dominasen el fuego. Los indicios hallados en la cueva de Swartkrans están en una fase todavía demasiado prematura para poder saber si los homínidos sabían controlar el fuego o tan sólo lo aprovecharon de manera oportunista. La cuestión ha sido planteada en otros yacimientos.